# Sumampattus
Sumampattus is een geslacht van spinnen uit de familie springspinnen (Salticidae).

## Soorten
De volgende soorten zijn bij het geslacht ingedeeld:
- Sumampattus hudsoni Galiano, 1996
- Sumampattus pantherinus (Mello-Leitão, 1942)
- Sumampattus quinqueradiatus (Taczanowski, 1878)